# Marqués de Morés

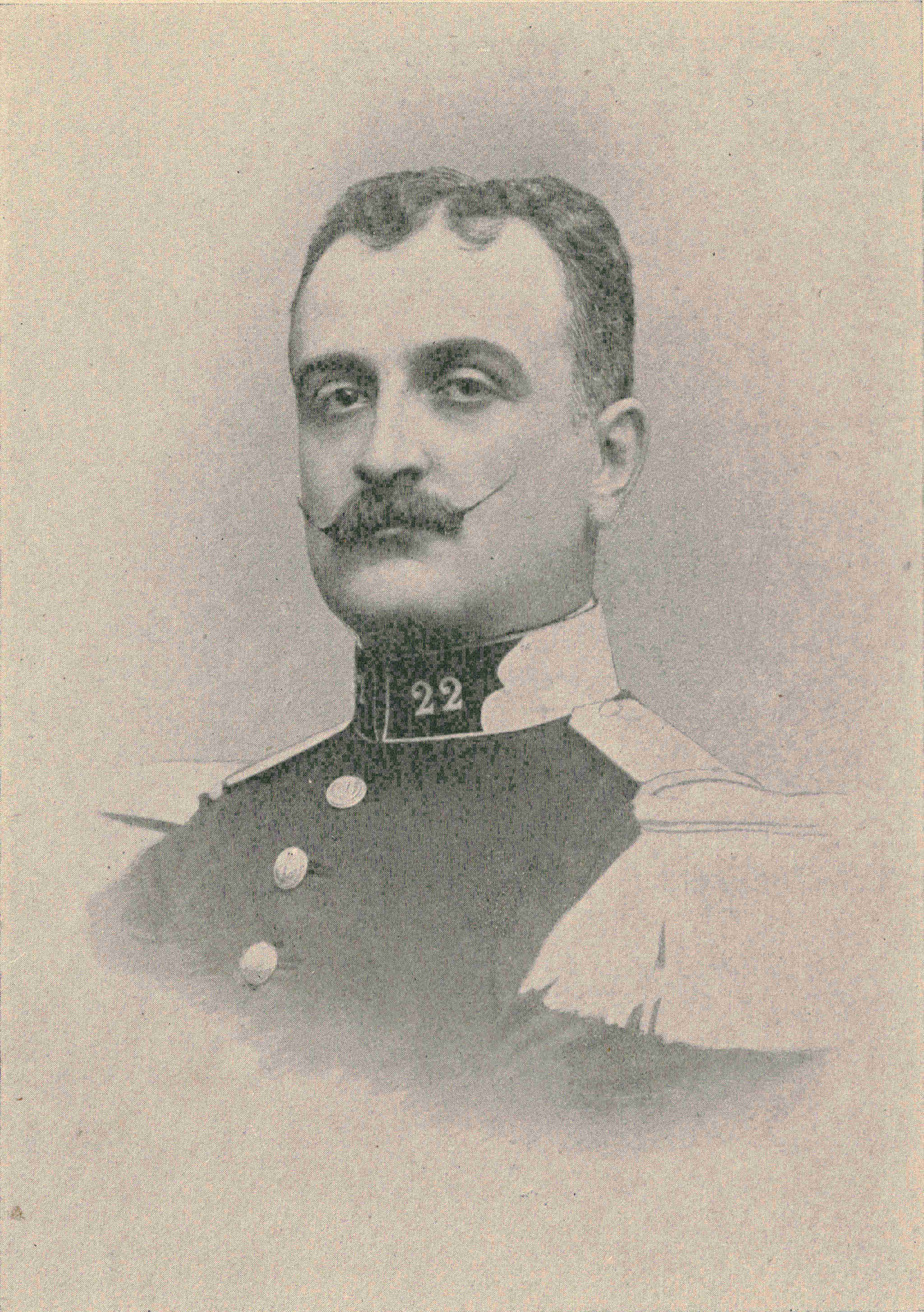
Fotografía del marqués de Morés

Antoine-Amedee-Marie-Vicent-Amat Manca de Valombrosa (París, 14 de junio de 1858-Norte de África, 8 de junio de 1896), también conocido como el marqués de Morés, fue un aristócrata y aventurero francés de ideología nacionalista y antisemita.

## Biografía
Nació en París el 14 de junio de 1858. Casado con la estadounidense Medora von Hoffman en 1882, se trasladó a las Badlands de Dakota del Norte, donde, entre 1883 y 1886, trató de prosperar como ranchero de ganado. Duelista entusiasta, llegó a tentar a Theodore Roosevelt a un duelo en 1885, que este último evitó. Antes de su vuelta definitiva a Francia fracasó en el intento de promover en la Indochina francesa la construcción de una línea de ferrocarril que conectara el golfo de Tonkín y China. Ya en Francia fundó una organización, «Morés y sus amigos», que, de acuerdo a Stanley G. Payne, combinaba «nacionalismo extremo con un reducido socialismo económico, racismo y acción directa», además de embarcarse en el movimiento político antisemita francés de la época con la fundación junto a Édouard Drumont en septiembre del 1889 de la Liga Antisemita de Francia. En una tercera aventura en el extranjero, una expedición por el norte de África, un grupo de tuaregs lo asesinó hacia el 8 de junio de 1896 en la frontera de Túnez, Argelia y Tripolitania.
Maurice Barrès le consideró en 1896 el «primer nacional socialista».